# Fronte Obreira Galega
Fronte Obreira Galega és una organització política gallega. Es va formar l'any 2010 amb antics militants procedents del món sindical, fonamentalment de la Confederación Intersindical Galega (CIG) i del Bloc Nacionalista Gallec (BNG), del qual en fou inicialment un corrent intern.
Compta amb una diputada al parlament gallec, Chelo Martínez. Els seus màxims dirigents són Miguel Anxo Malvido, coordinador nacional, i Tino Álvarez, portaveu nacional de la formació.
En 2012 va ser un dels partits que van fundar ANOVA-Irmandade Nacionalista; tanmateix, en setembre de 2014 anuncià la seva sortida d'Anova.